# فندق ترانسيلفانيا: ترانسفورمينيا
فندق ترانسيلفانيا: ترانسفورمينيا (المعروف أيضًا باسم فندق ترانسيلفانيا 4) هو هو فيلم كوميدي تحريك حاسوبي أمريكيمن إنتاج كولومبيا بيكتشرز وسوني بيكتشرز أنيميشن وإصدار أمازون ستوديوز في عام 2022. هو الفيلم الرابع والأخير من سلسلة فندق ترانسيلفانيا. الفيلم من إخراج ديريك دريمون وجنيفر كلوسكا (في أول ظهور إخراجي طويل لهما) من سيناريو آموس فيرنون ونونزيو راندازو وجيندي تارتاكوفسكي. من المشاركين بأصوتهم في الفيلم أندي سامبيرج وسيلينا غوميز (كانت أيضا منتج تنفيذي مع تارتاكوفسكي وميشيل موردوكا) وكاثرين هان وجيم غافيجان وستيف بوشيمي. يتعاون دراكولا وجوني (الذين يؤديهما هال وسامبرج) في الفيلم للبحث عن بلورة في أمريكا الجنوبية لإعادة أنفسهم إلى طبيعتهم قبل أن يبقوا على حالتهم المختلفة.
أصدر فندق ترانسيلفانيا:ترانسفورمينيا حصريًا على أمازون برايم فيديو في 14 يناير 2022، وفي دور العرض في الصين في 3 أبريل. من المقرر عرض مسلسل عرضي باسم موتيل ترانسيلفانيا على نيتفليكس في عام 2025.

## وصلات خارجية
- الموقع الرسمي
- الفيلم على موقع Prime Video (بالعربية)